# Комаровка (Дубенский район)
Комаровка (укр. Комарівка) — село в Смыгской поселковой общине Дубенского района Ровненской области Украины.
Население по переписи 2001 года составляло 289 человек. Почтовый индекс — 35683. Телефонный код — 3656. Код КОАТУУ — 5621680405.